# Småtjärnarna (Junsele socken, Ångermanland, 709615-154697)
Småtjärnarna är en sjö i Sollefteå kommun i Ångermanland och ingår i Ångermanälvens huvudavrinningsområde.